# Station Nord
Nord eller Station Nord (danska: Station Nord) är en militärbas med flygfält och ligger i Grönlands nationalpark på nordöstra Grönland. Basen tillhör den danska armén och används även som bas för Siriuspatrullen under sommarperioden.
Basen är den nordligaste permanent bebodda platsen i Grönland. Årsmedeltemperaturen i trakten är -16,9 °C. Den varmaste månaden är juli, då medeltemperaturen är 3,4 °C, och den kallaste är februari, med -30,9 °C.

## Historia

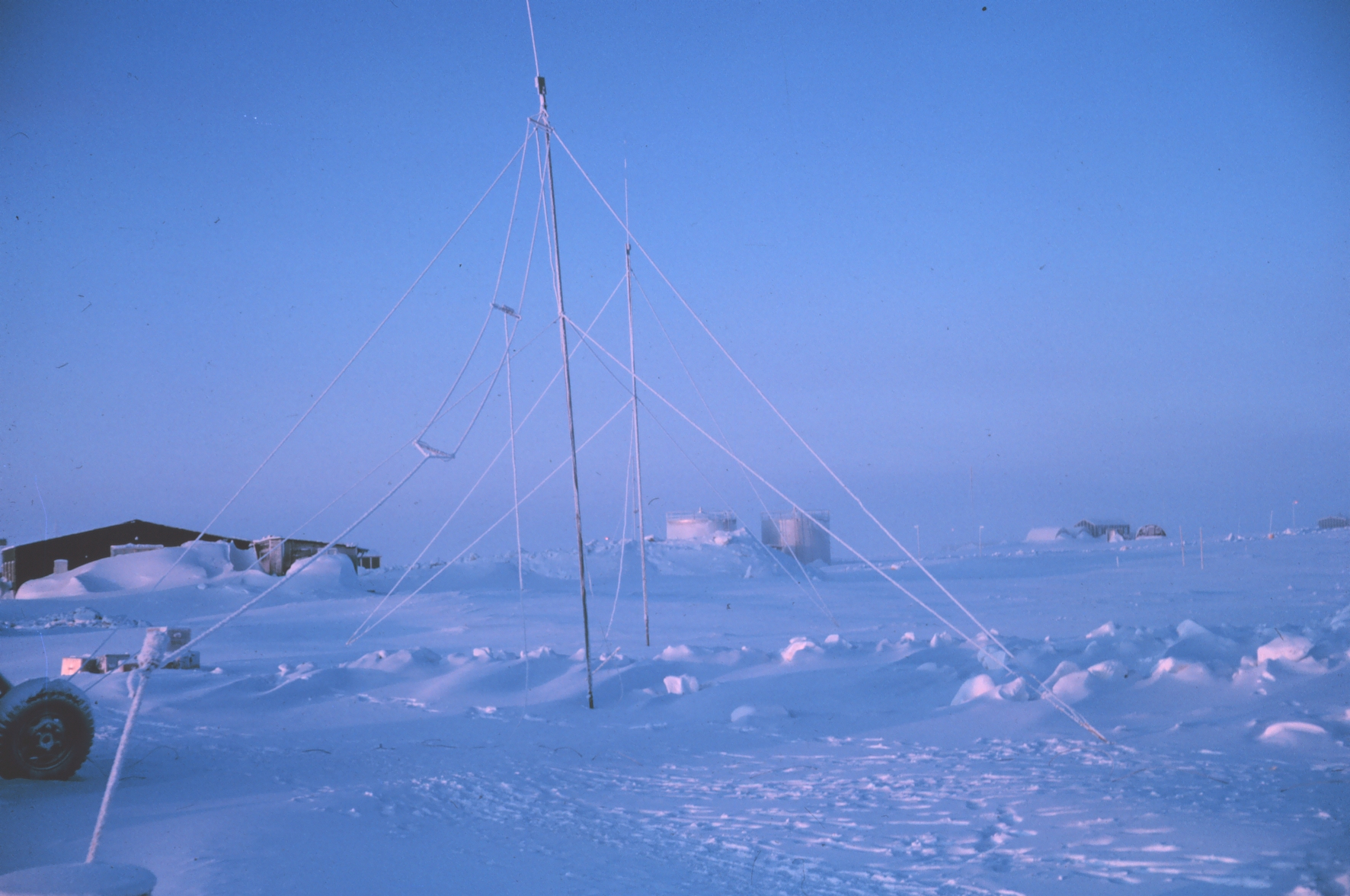
Station Nord 1967

Basen byggdes åren 1952-1956 som en civil väderobservations- och kommunikationsstation till Thule Air Base på Grönlands västkust och drevs av Greenland Technical Organisation (GTO). Då omfattade stationen 44 byggnader och landningsbanan var på 2 400 meter. I april 1971 beslöt United States Air Force att upphöra med flygförsörjningen av basen och Danmark stängde den i juni 1972.
1974 började Danmark söka efter en lämplig grupperingsplats i området och valet föll på Station Nord. Den 5 augusti 1975 öppnade Danmarks armé åter basen i samband med Operation Brilliant Ice och basen har varit permanent bemannad sedan dess.
År 2000 under Ekspedition Sirius 2000, där bland andra Kronprins Frederik av Danmark deltog, besöktes basen av det danska kungaparet Margrethe II av Danmark och Henrik av Danmark.

## Geografi
Basen ligger längst norrut på Kronprins Christians Land öster om Kap Prins Knud på halvön Prinsesse Ingeborg Halvø vid Wandels hav vid Norra ishavet och cirka 2 000 km nordost om orten Ittoqqortoormiit.
Station Nord ligger cirka 1 700 km norr om polcirkeln och cirka 933 km söder om Nordpolen. Cirka 100 km öster om stationen ligger en av Grönlands ytterpunkter Nordostrundingen som är Grönlands östligaste punkt.

## Basen
Basen är permanent bemannad av fem personer och kan endast nås med flyg eller landvägen. Under sommarperioden besöks stationen även av många forskare. Basen består av ett flertal byggnader och förrådshus och har även ett litet flygfält med en landningsbana på cirka 1 700 meter. 